# No One Lives Forever 2: A Spy in H.A.R.M.’s Way
A No One Lives Forever 2: A Spy in H.A.R.M.’s Way vagy röviden NOLF2 egy számítógépes játék, amit a Monolith Productions fejlesztett ki. Az első résszel ellentétben nem a Fox Interactive, hanem a Sierra Entertainment forgalmazásában került a piacra, 2002. szeptember 30-án. A játék a No One Lives Forever sorozat második része, a 2000-ben megjelent The Operative: No One Lives Forever hivatalos folytatása.
Technikai szempontból a No One Lives Forever 2: A Spy In H.A.R.M.’s Way egy jelentősen továbbfejlesztett játékmotoron fut, amely sokkal jobb minőségű grafika megjelenítésére alkalmas.
Az első játékhoz hasonlóan a küldetések végigvihetők akcióval, rejtőzködéssel, eszközökkel vagy az összes kombinációjával.
A NOLF2 szintén számos Az év játéka kitüntetést kapott, többek közt a Gamespy-tól.
A No One Lives Forever 2: A Spy In H.A.R.M.’s Wayt kiadták Macintoshra is.